# Zentralinstitut für Physik der Erde
Das Zentralinstitut für Physik der Erde (ZIPE) auf dem Potsdamer Telegrafenberg war ein außeruniversitäres Forschungsinstitut der Akademie der Wissenschaften der DDR. Es bestand von 1969 bis 1991 und wurde 1992 durch das gesamtdeutsche GeoForschungsZentrum Potsdam ersetzt.
Das Akademieinstitut wurde 1969 im Zuge einer Reform der ostdeutschen Akademie der Wissenschaften gegründet und fasste alle staatsweiten Agenden der DDR auf dem Gebiet der Geophysik und benachbarter Themenkreise der Geodäsie und teilweise der Geologie zusammen. Der fachlich bekannteste ZIPE-Direktor der 1980er-Jahre war der Geophysiker Heinz Kautzleben.
Die im ZIPE vereinigten Institute waren:
- Geodätisches Institut Potsdam (gegründet 1870)
- Geomagnetisches Institut Potsdam (gegründet 1888)
- Zentralinstitut für Erdbebenforschung (gegründet 1923)
- Geotektonisches Institut Berlin
- Institut für Physikalische Hydrografie Berlin

Das in Potsdam schon bestehende Instrumentarium und die Bibliothek (Geodäsie und Geomagnetik) wurde um jene des Geotektonischen Instituts erweitert, wozu noch die Privatbibliothek des Greifswalder Geologen Serge von Bubnoff (1888–1957) und eine von Hans Stille (1876–1966) begründete Sammlung (Allgemeine Geologie und geologische Karten) kamen. Die Bestände des Geodynamischen Instituts Jena und der Hydrografie Berlin blieben am Ort.
Nach der Wende und der Wiedervereinigung Deutschlands wurde das ZIPE am 31. Dezember 1991 geschlossen und seine Mitarbeiter entlassen. Die Grundstücke, Bauwerke und die Ausstattung übernahm das am 1. Januar 1992 neugegründete GeoForschungsZentrum (GFZ), das seine sämtlichen Stellen nach Neuausschreibungen besetzte. Ein Teil der früheren ZIPE-Mitarbeiter fand im GFZ wieder einen Arbeitsplatz.
Inzwischen wurden hier weitere Forschungsinstitute angesiedelt und das Areal vom Bund zu einem Wissenschaftspark ausgebaut.